# Cymer and Glyncorrwg
Cymer and Glyncorrwg (en anglais) ou Cymer a Glyncorrwg (en gallois) est une communauté du borough de comté de Neath Port Talbot, au pays de Galles.

## Géographie
La communauté de Cymer and Glyncorrwg est située dans le sud-est du borough de comté de Neath Port Talbot. Elle couvre la vallée de la Corrwg et une partie de la haute vallée de l'Afan (en), dans laquelle se jette la Corrwg. Comme son nom l'indique, elle comprend les villages de Glyncorrwg (en) (sur la Corrwg) et Cymmer / Cymer (en) (au confluent de la Corrwg et de l'Afan).

## Histoire
Cymer and Glyncorrwg est créée en 2022 en application du The County Borough of Neath Port Talbot (Electoral Arrangements) Order 2021. Elle est issue de la scission de l'ancienne communauté de Glyncorrwg en deux : Cymer and Glyncorrwg et Gwynfi and Croeserw.